# ОЦ-28
ОЦ-28 — дробовой карабин, разработанный для вооружения милиции и внутренних войск России. Предназначен для подавления массовых беспорядков, избирательного силового, психического и химического воздействия.
Карабин был разработан в Тульском ЦКИБ СОО в конце 1990-х годов параллельно с КС-23К, созданным в КБП. Карабин получился дороже в производстве, поэтому в 1998 году на вооружение был принят КС-23К, а не ОЦ-28.

## Конструкция
Перезарядка производится продольно-скользящим цевьём, жёстко связанным с затвором. Канал ствола при выстреле запирается поворотом затвора. Ударно-спусковой механизм куркового типа. Питание ОЦ-28 патронами осуществляется из прямого отъёмного магазина на 5 патронов. Защёлка магазина расположена на левой стороне ствольной коробки, над передней частью проёма спусковой скобы. Флажок механического предохранителя расположен на правой стороне ствольной коробки, над пистолетной рукояткой. Карабин имеет складной плечевой упор, который в походном положении складывается поверх ствольной коробки.

## Боеприпасы
Для стрельбы применяется вся номенклатура патронов, используемых для стрельбы из КС-23, калибром 23 мм.
Также используются ствольные насадки «Насадка-6» и «Насадка-12».